# Ксёндз
Ксёндз (пол. ksiądz — «священник», бел. ксёндз, укр. ксьондз) — польский, а также белорусский и украинский католический священнослужитель.
Польское слово (ср. чешское kněz и словацкое kňaz — «священник») германского происхождения, родственно русскому князь и восходит к эпохе западнославянских представлений о единстве духовной и светской власти. Князь обозначается на современном польском словом książę, досл. «княжонок», то есть первоначально «сын князя», «княжич». В ЭСБЕ указывается, что «В древности этим названием обозначался у поляков вождь, воевода, вообще представитель племени. До XVI в. слово ksiądz обозначало и князя, и ксёндза».
В русском языке слова «ксёндз» и «костёл» не рекомендуются к использованию по отношению к российским священникам и храмам, так как католическая церковь является всемирной, а не только польской национальной. Митрополит Тадеуш Кондрусевич, возглавлявший архиепархию Матери Божией с центром в Москве, и официальные российские католические органы полностью поддерживают данную рекомендацию.